# Ваала
Ваала (фин. Vaala) — община в провинции Северная Остроботния, Финляндия. . Площадь — 1 764 км², население — 3 363 человек (2010). Плотность населения — 2,58 чел/км².

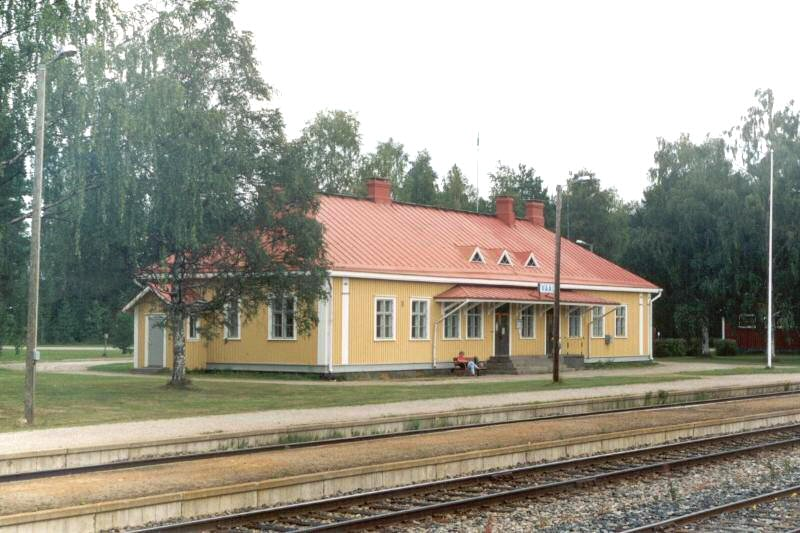
Железнодорожная станция

На территории общины частично расположено четвертое по величине озеро страны — Оулуярви.
Это одноязычная община с финским официальным языком, который является родным для 99,3 % населения.
Слово «Vaala» в старофинском языке означает часть реки прямо перед порогами.